# Obá (orixá)
Obá(em iorubá: Ọbà) é a Orixá africana do Rio Oba ou rio Níger, primeira esposa de Xangô, identificada no jogo do merindilogum pelos odu odi, obeogundá e ossá. 
Guerreira, veste vermelho e branco, usa escudo, Arco e flecha Ofá. Obaxilê é a senhora da "Sociedade Elecô", porém no Brasil esta sociedade passou a cultuar egungum. Deste modo, Obaxilê é a senhora da sociedade lesse-orixá. Obá representa as águas revoltas dos rios. As pororocas, as águas fortes, o lugar das quedas são considerados domínios de Obá. Ela também controla o barro, água parada, lama, lodo e as enchentes. Trabalha junto com Nanã. Representa também o aspecto masculino das mulheres (fisicamente) e a transformação dos alimentos de crus em cozidos. É também a dona da roda.

Encontro do rio Obá e rio Oxum

Orixá, feminina, energética, temida, e forte, considerada mais forte que muitos Orixás masculinos, vencendo na luta Oxalá, Oiá, Oxumarê, Exu e Orumilá.

## Lenda
Obá foi a primeira mulher de Xangô. Há duas versões para que tenha cortado a própria orelha: numa delas o fez por ter sido ludibriada por Oxum ; noutra, a intenção era puramente o sacrifício. Nas duas versões, Obá corta a própria orelha por amor a Xangô. Quando se manifesta nos terreiros, esconde o defeito com a mão. Seus símbolos são a espada, o escudo, o ofá e o iruquerê. 
Segundo suas lendas, Obá lutou contra inúmeros Orixás, derrotando vários deles. Obá teria derrotado Exu, Oxumarê, Omolu e Orunmilá, e tornou-se temida por todos os deuses, tendo sido derrotada apenas por Ogum, tornando-se assim sua esposa. Ao lado de Ogum, quando este foi enfrentar Xangô, encantou-se pelo oponente e abandonou Ogum para se entregar ao outro. Obá nunca havia visto alguém como Xangô, ela via nele tudo o que sonhava para si.
Existem algumas versões do grande encontro de Xangô e de Obá, em uma dessas versões ela é a líder de todas as mulheres e a senhora de Elecô, mas em todas, as evidências dizem que o amor entre os dois era desmedido e que nada ofuscava sua relação. Da união entre Obá e Xangô nasceu Opará, Orixá que em certos casos é sintetizada com Oxum. 
Xangô e Obá

Outra versão para a união de Xangô e Obá transcorre em um culto nos arredores da cidade de Elecô. Uma sociedade restrita, onde apenas mulheres podem participar dos rituais. Obá é a fundadora desta sociedade que cultua a ancestralidade feminina individual. Nenhum homem poderia sequer assistir o ritual do segredo, sob risco de ser punido por Obá com a própria vida.
Segundo Adelmir Barbosa dos Santos em seu livro Yabás, "Certo dia, em uma das noites de culto, Xangô caminhava alegremente e dançava ao som do batá, quando percebeu ao longe um aglomerado de mulheres, realizando uma cerimônia sob as ordens da enérgica Obá." Xangô era muito curioso se aproximou da cena, para observar à espreita. Prontamente se encantou com a rara beleza de Obá, que apesar de não ser tão jovem era a mais bela mulher que ele já vira. No momento de distração Xangô foi notado. As mulheres o cercara, e ele foi levado à presença da orixá. Esta lhe comunicou que era grave sua falta e que o preço por violar o culto sagrado de Elecô era a morte. Mas a própria Obá que encantou-se com a inigualável beleza de Xangô, e relutou em aplicar a sentença de morte, usando de sua supremacia no culto para ditar nova regras: "Todo homem, que violar o culto, se for do agrado, da senhora do culto, deverá unir-se a ela como marido ou aceitar a pena de morte" Xangô não pensou duas vezes, seria poupado da sentença e ainda sim possuiria a grande deusa por quem havia se apaixonado. A cerimônia de união de Xangô e Obá foi realizada dentro dos limites de Elecô. Foi o inicio de uma grande paixão. A deusa guerreira e justiceira, que pune os homens que maltratam mulheres, descobriu um sentimento novo por um homem que ia muito além do ódio. A rainha de Elecô aprendeu a amar e ser amada. Nasceu, dessa grande paixão, uma criança, uma menina, chamada Opará, bela, justiceira e feroz como os pais. Foi ela quem prosseguiu com o culto de Elecô.
Embora, em suas lendas, posteriormente Obá tenha se transformado em um rio, essa orixá também está relacionada ao fogo e é considerada por muitos como o Xangô fêmea, no que possui também as características desse orixá. Obá é saudada como o Orixá do ciúme no que tange os relacionamentos intempestivos entre casais. Obá é a deusa da guerra e do poder, seu culto está relacionado ao rio Obá, as águas em seu culto fazem referência aos afetos (cujo simbolismo, em outras mitologia, encontra correlações estreitas). Seu culto no Brasil é confundido ao de Oiá, em algumas versões, sua irmã. 
Obá quando em fúria transborda, agita-se; Obá é a senhora da sociedade Elecô. Tudo relacionado a Obá é envolto em um clima de mistérios. Obá nasceu do ventre rasgado de Iemanjá após o incesto de Orugã. Era cultuada como a grande Deusa protetora do poder feminino, por isso também é saudada como Iá Abá e mantém estreitas relações com as Iami-Ajé, é a "Iami Ebê", é a "Iá Abicu". Desta forma é ela a encarregada de enviar ao mundo as crianças que nascem como castigo para seus pais. O que Xangô representa para os mortos masculinos, Obá representa para as mulheres mortas. Assim, ela é representante suprema da ancestralidade feminina.